# Tau-neutrino
Een tau-neutrino of tauon-neutrino (symbool {\displaystyle \nu _{\tau }}) is het neutrino dat optreedt als isospin partner van het tau-deeltje. Het is net zoals de andere neutrino's ongeladen en behoort tot de elementaire deeltjes, of meer algemeen tot de subatomaire deeltjes. Het tau-neutrino heeft een spin 1/2 en is dus een fermion.
Het is niet zeker of het tau-neutrino een massa bezit of niet, maar als het er één bezit, dan is ze kleiner dan 18.2 MeV/c².
Het tau-neutrino is een neef (3e generatie, laatst ontdekt) van het elektron-neutrino (1e generatie, eerst ontdekt) en het muon-neutrino (2e generatie).

## Ontdekking
Het bestaan van het tau-neutrino was al eerder voorspeld, maar het werd pas in 2000 waargenomen door het DONUT-experiment op Fermilab in de Verenigde Staten.